# Mitromorpha orcutti
Mitromorpha orcutti is een slakkensoort uit de familie van de Mitromorphidae. De wetenschappelijke naam van de soort is voor het eerst geldig gepubliceerd in 1920 door Dall.